# النجم الرياضي الرادسي
النجم الرياضي الرادسي (بالفرنسية: Étoile sportive de Radès)‏ هو نادي كرة قدم تونسي تأسس سنة 1948 بمدينة رادس. يلعب في موسم 2016–17 في الرابطة التونسية الثالثة لكرة القدم في المجموعة الأولى. ينشط النادي في الملعب البلدي الهادي بن رمضان برادس في شارع فرحات حشاد.

## الرؤساء
- 1948–1956: الهادي الظريف.
- 1957–1958: توفيق الحوات.
- 1958–1964: بكار الجلولي.
- 1964–1968: عبد الله فرحات.
- 1968–1969: محمد الزوالي.
- 1969–1970: الهادي العنابي.
- 1970–1972: رؤوف منجور.
- ؟–؟: شريف النابلي.
- ؟–؟: مرشد بن علي.
- 1975–1981: رؤوف منجور.
- 1982–1984: الهادي بن رمضان.
- 1984–1990: ؟
- 1990–1993: عز الدين باش شاوش.
- 1993–2006: ؟
- 2006–2007: طاهر بن زيد.
- 2007–2009: حمادي عبد الجواد.
- 2009–2011: رضا بن عمر.
- 2011–2014: هيكل بن عمر.
- 2014–2015: منير العذاري.
- 2015–؟: ؟.

## المدربين
| - 1955–1957: نوال غالو (Noël Gallo) - 1958–1959: صالح الباجي - 1959–1960: الهادي عفشار - 1960–1961: أحمد بن الفول ثم خميس لكحل - 1965–1966: حميدة الهاجري ثم صالح الباجي - 1966–1971: صالح الباجي - 1971–1972: الهادي بن رمضان - 1972–1976: مراد محجوب - 1976–1978: محمد صالح الجديدي - 1978–1979: رفيق عمار - 1979–1980: زهير قروي - 1980–1981: سليم زليتني ثم يوسف العمراوي - 1981–1982: عبد الوهاب الأحمر - 1982–1983: محمد صالح الجديدي | - 1983–1984: جيلاني العوالي ثم رجب صياح - 1984–1985: طاهر بالأمين ثم يوسف العمراوي - 1985–1987: عبيد مشاعلة - 1987–1988: عبد العزيز الصديق - 1988–1991: العربي بصداح - 1991–1992: عبد العزيز الصديق - 1992–1993: توفيق الصخيري ثم سليم بن زايد - 1993–1994: العربي بصداح - 1994–1995: محمود سعدي ثم طاهر العياري - 1995–1996: العربي بصداح - 1996–1997: سليم بن زايد - 1997–1998: سليم بن زايد ثم سالم كريم - 1998–1999: جمال المولهي | - 2000–2001: العربي بصداح ثم محيي الدين هبيطة - 2001–2002: العربي بصداح ثم محيي الدين هبيطة - 2002–2003: يوسف العمراوي ثم عبد المجيد القوبنطيني - 2003–2004: العربي بصداح - 2004–2005: جمال المولهي ثم نبيل الكوكي - 2005–2007: العربي بصداح - 2007–2008: العربي بصداح ثم حسين العياري - 2008–2011: علالة بن يونس - 2011–2012: نبيل غرس الله ثم طاهر بالأمين - 2012–2013: حاتم الشفاعي ثم سليم بن زايد - 2013–2015: لالة بن يونس - 2015–؟: محرز ميلادي |

## النتائج
- 1977: بطل الرابطة التونسية الثالثة لكرة القدم (الشمال).
- 1989: بطل الرابطة التونسية الرابعة لكرة القدم (تونس العاصمة والوطن القبلي).
- 1990: بطل الرابطة التونسية الرابعة لكرة القدم (الشمال الشرقي).
- 2007: بطل الرابطة التونسية الخامسة لكرة القدم (تونس العاصمة).
- 2014: بطل الرابطة التونسية الرابعة لكرة القدم (الوطن القبلي).

## مقالات ذات صلة
- النجم الرياضي الرادسي (كرة السلة)
- النجم الرياضي الرادسي (كرة طائرة)